# مزرعه اسکین واکر (فیلم)
مزرعه اسکین‌واکر یک مستند فیلم آمریکایی محصول سال ۲۰۱۳ که در سبک ویدئوی پیدا شده به کارگردانی دوین مک گین و استیو برگ تولید شده‌است. تیلور بیتمن، استیو برگ و مایکل بلک در آن ایفا نقش کردند. داستان بر اساس اتفاقات پیرامون مزرعه اسکین‌واکر در یوتا است که شایعه شده محل مشاهدات یوفو است.

## داستان
اتفاقات عجیبی در مزرعه اسکین‌واکر رخ داده‌است که به ناپدید شدن پسر صاحب مزرعه منجر شده‌است. این امر باعث می‌شود که یک تیم تحقیقاتی برای مستندسازی دربارهٔ این فعالیت‌ها و بررسی ناپدید شدن پسر از طریق دوربین‌هایی که در سراسر مزرعه نصب شده‌اند، اعزام شوند. دوربین‌ها مجموعه‌ای از رویدادهای وهم‌آور و هشدار مرد سرخپوست را ضبط می‌کنند که به خدمه می‌گوید که زندگی‌شان در خطر است.

## بازیگران
- تیلور بیتمن در نقش ربکا
- استیو برگ در نقش سم
- مایکل بلک در نقش بریتون اسلون
- آرین کیهیل در نقش لیزا
- کارول کال در نقش لیسی میلر
- کایل دیویس در نقش ری رید
- مایک فلین در نقش مصاحبه‌شونده
- جون گریس در نقش هویت
- مایکل هورس در نقش آهوت
- نش لوکاس در نقش کودی
- دوین مک گین در نقش کامرون مورفی
- متیو روشلو در نقش مت
- آن اسوارد در نقش مصاحبه‌شونده
- توبیجا تایلر در نقش مصاحبه‌شونده
- کلینت واندرلیندن در نقش مصاحبه‌شونده
- لری پیج که به صورت ناشناس ظاهر می‌شود